# Лига Доминикана де Футбол
Първенството на Доминиканската република (на испански: Liga Dominicana de Fútbol) — първата професионална футболна лига в Доминиканската република, е сформирана през март 2015 година. От името на основния спонсор, голяма частна банка, е познато и като Лига де футбол Бако Популар..
Първенството съществува от 1970 г., но само на аматьорско ниво. До 2002 г. е известо като „Примера дивисион“, а след това като „Лига Майор“.

## Формат на съревнованието
Всички отбори играят по 18 мача в редовния сезон, след това 4 най-добри отиват на плейоф с директна елиминация, където се определя бъдещия шампион.

## Отбори състезаващи се през настоящия сезон
- Атлантико ФК (Пуерто Плата)
- Атлетико Пантоха (Санто Доминго)
- Атлетико Сао Кристобал (Сан Кристобал)
- Атлетико Вега Реал (Ла Вега)
- Баухер ФК (Санто Доминго)
- Сибао ФК (Сантяго де лос Кабайерос)
- Клуб Барселона Атлетико (Санто Доминго)
- Делфинес дел Есте (Ла Романа)
- Мока ФК (Мока)
- Универсидад ОМ ФК (Санто Доминго)

## Шампиони
| Сезон | Шампион                            | Победител в редовния сезон | Финалист         | Голмайстор               |
| ----- | ---------------------------------- | -------------------------- | ---------------- | ------------------------ |
| 2015  | Атлетико Пантоха                   | Баухер                     | Атлантико ФК     | Джонатан Фаня            |
| 2016  | Барселона Атлетико (Санто Доминго) | Барселона Атлетико         | Сибао ФК         | Венецуела Андерсон Ариас |
| 2017  | Атлантико ФК                       | Сибао ФК                   | Атлетико Пантоха | Венецуела Армандо Майта  |